# Harald Brattbakk
Harald Martin Brattbakk (* 1. Februar 1971 in Trondheim) ist ein ehemaliger norwegischer Fußballspieler und fünfmaliger Torschützenkönig der Tippeligaen.

## Karriere

### Verein
In seiner Karriere spielte er für Kolstad IL, Rosenborg Trondheim, FK Bodø/Glimt, Celtic Glasgow und FC Kopenhagen. Am längsten spielte er dabei für Trondheim, wo er insgesamt acht Saisons spielte und in 223 Spielen 153 Tore erzielte. Somit schoss Brattbakk bis heute die meisten Tore für Trondheim und liegt hinter Sigurd Rushfeldt auf Platz zwei der ewigen Torschützenliste der Tippeligaen.
Vom Dezember 1997 bis zum Januar 2000 spielte er für Celtic Glasgow. Bei den Fans galt er als schlechtester Einkauf in der Klubgeschichte. Dennoch konnte er ein paar Erfolge feiern, wie das entscheidende Tor gegen den FC St. Johnstone am letzten Spieltag der Saison 1997/98, womit Celtic die Meisterschaft gewinnen konnte. Außerdem erzielte er im selben Jahr beim 4:0-Sieg gegen den FC Kilmarnock alle vier Tore. Doch alles in allem war seine Zeit bei Celtic von Unsicherheiten im Spiel und zu wenig Toren geprägt.
Dennoch war er sehr erfolgreich in Norwegen und erzielte auch in der UEFA Champions League Tore gegen Topklubs wie Real Madrid und AC Mailand. Zusätzlich konnte er mit Trondheim in der Gruppenphase der Champions League Saison 2001 seinen alten Klub Celtic Glasgow 2:0 besiegen, wobei er beide Tore schoss.

### Nationalmannschaft
Brattbakk hatte sein Debüt für die Norwegische Fußballnationalmannschaft im Februar 1995 beim Spiel gegen Estland, wo er auch seine ersten beiden Treffer erzielte. Insgesamt absolvierte er 17 Spiele, in denen er fünfmal traf.

### Karriereende
Am 21. November 2006 gab Brattbakk beim norwegischen Fernsehsender TV3 bekannt, dass er nach seiner Profikarriere als Pilot arbeiten wolle. Er absolvierte ein Pilotentraining an der Phoenix East Aviation in Florida und erhielt 2008 seine offizielle Fluglizenz. Bis 2010 flog er für die Fluggesellschaft Helitrans. Dies beinhaltete Einsätze für die norwegische Küstenwache. Seit 2010 arbeitet er als Pilot für die Fluggesellschaft Norwegian Air Shuttle.

## Erfolge
- Rosenborg Trondheim
  - Norwegischer Meister: 1994, 1995, 1996, 1997, 2001, 2002, 2003, 2004
  - Norwegischer Fußballpokal: 1995, 2003
- Celtic Glasgow
  - Schottischer Meister: 1998
- FC Kopenhagen
  - Dänischer Meister: 2001
- Persönlich
  - Torschützenkönig der Tippeligaen: 1994, 1995, 1996, 2002, 2003
  - Kniksenprisen – Stürmer des Jahres: 1994, 1995, 1997, 2003